# Alpine (Oregon)
Alpine az Amerikai Egyesült Államok északnyugati részén, Oregon állam Benton megyéjében, a 99W úton, Monroe-tól északnyugatra elhelyezkedő statisztikai- és önkormányzat nélküli település. A 2010. évi népszámláláskor 171 lakosa volt. Területe 2,1 km², melynek 100%-a szárazföld.

## Történet
Alpine nevét az egyik hegylábnál elhelyezkedő helyzete miatt kapta, habár „éghajlata nem különösen alpesi”.
A település megalapítása előtti években már működött itt egy iskola; a közösség végül innen kapta az Alpine nevet. A helyiség az 1900-as évekbeli virágzása után háromszor is leégett. 1908-ban a Corvallis and Alsea River Railway Company vasútvonal építésébe kezdett, melynek egyik végállomása Alpine lett, mivel a vállalat nem tudta tovább finanszírozni a beruházást. A postahivatal 1912 és 1976 között működött, a térség postailag ma Monroe-hoz tartozik.
A helyi általános iskola (Alpine Elementary School) 2003-ban zárt be. Az Alpine Market 2004-es megszűnése után a vegyesbolt szerepét az 1936-ban épült szomszédos kocsma (Alpine Tavern) vette át. 2005-ben az üzlet szerepelt egy Miller Beer-reklámban, az egykori bolt épületét ugyanakkor lebontásra ítélték.

## Népesség
A 2010-es népszámláláskor  171 lakója, 67 háztartása és 44 családja volt. A népsűrűség 81,4 fő/km2. A lakóegységek száma 74, sűrűségük 35,2 db/km2. A lakosok 90,6%-a fehér,  0,6%-a indián, 2,3%-a ázsiai, 1,2%-a a Csendes-óceáni szigetekről származik, 1,2%-a egyéb, 4,1%-a pedig kettő vagy több etnikumú. A spanyol vagy latino származásúak aránya 7% (5,3% mexikói, 0,6% Puerto Ricó-i,  1,2% egyéb spanyol vagy latino származású.)
A háztartások 9%-ában élt 18 évnél fiatalabb. 49,3% házas, 10,4% egyedülálló nő, 6% egyedülálló férfi, 34,3% pedig nem család. 17,8% egyedül élt; 4,5%-uk 65 éves vagy idősebb. Egy háztartásban átlagosan 2,55 személy élt; a családok átlagmérete 2,95 fő.
A medián életkor 47,2 év volt. Lakóinak 17,5%-a 18 évesnél fiatalabb, 4,7% 18 és 24 év közötti, 24,5%-uk 25 és 44 év közötti, 40,3%-uk 45 és 64 év közötti, 11,1%-uk pedig 65 éves vagy idősebb. A lakosok 49,1%-a férfi, 50,9%-a pedig nő.

## Fordítás
Ez a szócikk részben vagy egészben  az   Alpine, Oregon című angol Wikipédia-szócikk ezen változatának fordításán alapul.  Az eredeti cikk szerkesztőit annak laptörténete sorolja fel. Ez a jelzés csupán a megfogalmazás eredetét és a szerzői jogokat jelzi, nem szolgál a cikkben szereplő információk forrásmegjelöléseként.